# أمن قومي

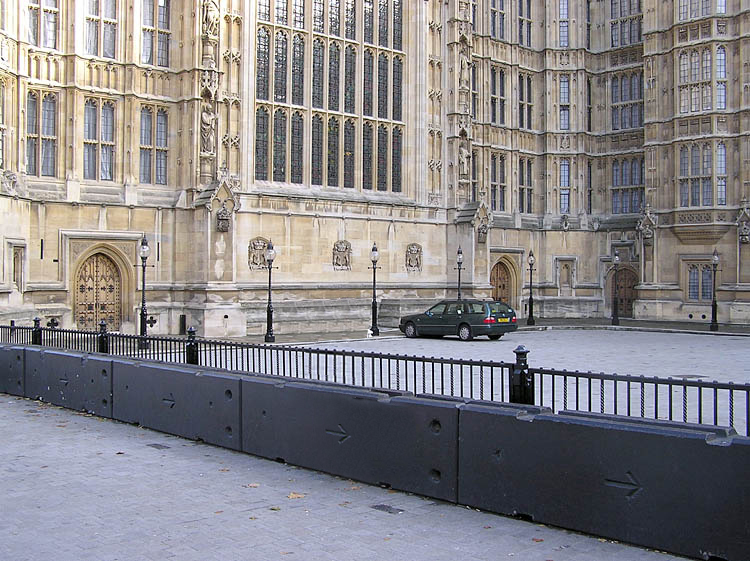

الأمن القومي National Security: " قيادة القدرات القومية لحماية بقاء الدولة، ورفاهيتها الاقتصادية، وتشكيل بيئتها الإقليمية المفضلة، وقيمها، من اجل مواجهة التهديدات والمخاطر الداخلية والخارجية".
تنبع ثقافة الأمن القومي لدى صناع القرار مما يعرف بالثقافة الإستراتيجية والتي تعني التفكير بطرق استخدام القوة لحماية الأمن القومي، فمن هذه الثقافة تتبلور استراتيجية الأمن القومي، والتي تعمل على تنظيم وتنسيق عناصر القوة لحماية الاهداف القومية والمصالح العليا للدولة.
التمييز بين مصطلح الأمن الوطني وبين مصطلح الأمن القومي:
في هذا الإطار يتزاحم مفهوم " الأمن الوطني “HOMELAND SECURITY مع مفهوم الأمن القومي، لا بل يتداخل معه احياناً، فهل أمن الدولة أمن وطني ام امن قومي؟
لغرض حل هذه الإشكالية لجأنا الى فحص التطبيقات العملية لهذين المفهومين في المنظومة الأمنية الأمريكية الرسمية، لكونها البيئة الأكاديمية والعملية التي نشأت وترعرعت فيها هذه المفاهيم منذ اربعينيات القرن الماضي، حينما صدر قانون الأمن القومي لسنة ١٩٤٧، وذلك من خلال الإعتماد على القاموس الأمريكي الرسمي للأمن القومي، وعلى النحو التالي:
１- وكالة الأمن القومي National Security Agency (NSA) تعمل على تأمين الاتصالات الداخلية والخارجية للولايات المتحدة، اذن مهمتها داخلية وخارجية، لذلك حملت مفهوم قومي NATIONAL.
２- مجلس الأمن القومي National Security Council (NSC) الذي انشئ بموجب قانون الأمن القومي لعام 1947 لتنسيق السياسة الخارجية والدفاعية والتنسيق داخلياً بين الوكالات والوزارات، اذن مهمة المجلس داخلية وخارجية، ولذلك حمل مفهوم قومي NATIONAL.
３- توجيه القرار الأمني القومي National Security Decision Directing (NSDD).
     أعلى مستوى من الوثائق التي يصدرها الرؤساء الأمريكيون الحديثون، والتي تتعلق بجميع عناصر سياسة الأمن القومي الأمريكي: كالسياسة الخارجية، والسياسة الدفاعية، والاستخبارات، والسياسة الاقتصادية الدولية، فضلاً عن الهيكل التنظيمي والمبادرات، علماً ان توقيع هذه التوجيهات أو تفويضها يتم من قبل الرئيس الأمريكي ويتم إصدارها من قبل مجلس الأمن القومي (NSC) والعديد من التوجيهات الحديثة مصنفة على أنها سرية تامة، أو أعلى وقد أُعطيت أسماء مختلفة من قبل إدارات الرؤساء المختلفة، إذن هذا التوجيه ذو مهام داخلية وخارجية لذلك حمل مفهوم قومي  NATIONAL.
４- وزارة الأمن الوطني DEPARTMENT OF HOMELAND SECURITY
      جمعت وزارة الأمن الداخلي بين الخدمة السرية، ودائرة الجمارك، ودائرة الهجرة والتجنيس، وخفر السواحل ومكافحة الإرهاب، وهي ذات شأن واختصاص داخلي في الولايات المتحدة، لذلك حملت مفهوم "وطني" HOMELAND.
５- مجلس الأمن الوطني HOMELAND SECURITY COUNCIL
      هو الهيئة المسؤولة عن تطوير وتنفيذ سياسات الأمن الداخلي الفعالة وتنسيق الأنشطة المتعلقة بالأمن الداخلي للإدارات والوكالات التنفيذية الأمريكية، وبالتالي فإطار العمل والتخصص "داخلي" لذلك حمل المجلس مفهوم وطني HOMELAND.
６- مفهوم الأمن الوطني “HOMELAND SECURITY” يتم تعريفه أمريكياً بشكل رسمي، وبحسب الأمر التنفيذي الخاص بتشكيل مجلس الأمن الداخلي، وهو يعني: منع الهجمات الإرهابية ضد أراضي الولايات المتحدة، فهو مفهوم "داخلي" لذلك حمل صفة "وطني “HOMELAND.
وبالتالي يشتمل مفهوم الأمن القومي على "الأمن الداخلي والأمن الخارجي" معاً، فالمصالح الخارجية اينما كانت خارج حدود الدولة، مثل القواعد العسكرية والاستثمارات الخارجية والسفارات وغيرها، تمثل مصالح قومية (ترتبط بالهوية السياسية للدولة) ولا يمكن ان تكون مصالح وطنية لأنها تقع خارج حدود الوطن، ويتوافق مع هذا الاتجاه القوى الكبرى والعديد من الدول الأخرى، ومع ذلك هناك توجه اخر يتمسك بمفهوم الامن الوطني بدلاً من مفهوم الأمن القومي.
اهداف الأمن القومي (داخلية) و ( خارجية):
الاهداف الداخلية:
اولاً: الأمن السياسي
ثانياً: الأمن العسكري
ثالثاً: الأمن الاقتصادي
رابعاً:   أمن الموارد
خامساً: أمن الحدود
سادساً: الأمن الديموغرافي (السكاني)
سابعاً: أمن الكوارث
ثامناً:   أمن الطاقة
تاسعاً: الأمن الجيو استراتيجي
عاشراً: الأمن المعلوماتي
حادي عشر:   الأمن الغذائي
ثاني عشر: الأمن الصحي
ثالث عشر: الأمن العرقي
رابع عشر: الأمن البيئي
خامس عشر:  الأمن السيبراني
سادس عشر:  الأمن الجينومي
سابع عشر: مكافحة الإرهاب والجريمة المنظمة
ثامن عشر: الأمن الإنساني
تاسع عشر: أمن الهوية الوطنية
الاهداف الخارجية للأمن القومي:
اولاً: بنية النظام الدولي/ الاستقرار الدولي.
ثانياً: تأثير الأزمات الاقتصادية العالمية على الأمن القومي.
ثالثاً: الاستقرار الإقليمي / الامن الإقليمي.
رابعاً: البرامج النووية والصاروخية الإقليمية.
خامساً: أمن المواصلات الخارجية.
سادساً: تأثير الدول الفاشلة والهشة على الأمن القومي للدولة.
سابعاً: أمن المصالح الخارجية للدولة (سفارات- استثمارات- قواعد   عسكرية).
ثامناً: الأمن القومي الفضائي.
مفاهيم اخرى للأمن القومي:
هو مفهوم حماية الحكومة والبرلمان للدولة والمواطنين عبر سياسات فرض السلطة، سواء كانت سياسية، اقتصادية، دبلوماسية وعسكرية. تطور المفهوم والمصطلح في الولايات المتحدة عقب الحرب العالمية الثانية. مع تركيز شديد على القوة العسكرية، إلا أن مفهوم الأمن القومي يشمل مجموعة واسعة من التحديات التي تؤثر على الأمن غير العسكري أو الاقتصادي للدولة. من أجل سلامة الأمن القومي، تحتاج الأمة للأمن الاقتصادي، وأمن الطاقة، والأمن البيئي. تحديات الأمن القومي ليست حكراً على خصوم تقليديين من دول قومية أخرى، بل من الجهات الفاعلة غير الحكومية مثل المسؤلين الفاسدين عصابات المخدرات، والشركات متعددة الجنسيات والمنظمات غير الحكومية؛ وتشمل بعض التحديات الكوارث والأحداث الطبيعية.

## أبعاد الأمن القومي
تشمل الأسباب المحتملة لغياب الأمن القومي تصرفات كل من الدول الأخرى (كالهجمات العسكرية أو الإلكترونية)، والجهات الفاعلة غير الحكومية العنيفة (كالهجمات الإرهابية)، والجماعات الإجرامية المنظمة مثل عصابات المخدرات، وكذلك آثار الكوارث الطبيعية (كالفيضانات والزلازل). تشمل العوامل المنظومية المؤدية إلى انعدام الأمن، التي قد تكون عبر وطنية، تغير المناخ، و التفاوت الاقتصادي و
التهميش ، والاستبعاد السياسي، و العسكرة .
لأمن الدولة القومية، بالنظر إلى مجموعة واسعة من المخاطر، عدة أبعاد، من بينها الأمن الاقتصادي، وأمن الطاقة، والأمن المادي، والأمن البيئي، والأمن الغذائي، وأمن الحدود، والأمن الإلكتروني. ترتبط هذه الأبعاد ارتباطًا وثيقًا بعناصر القوة القومية.
تنظم الحكومات بشكل متزايد سياساتها الأمنية في إطار إستراتيجية أمنية قومية، وقد أصبحت إسبانيا والسويد والمملكة المتحدة والولايات المتحدة، اعتبارًا من عام 2017، من بين الدول التي فعلت ذلك. تعين بعض الدول كذلك مجلسًا للأمن القومي، ومستشارًا للأمن القومي أحيانًا، وهو هيئة حكومية تنفيذية، يمد رئيس الدولة بالمواضيع المتعلقة بالأمن القومي والمصلحة الاستراتيجية. يضع مجلس الأمن القومي ومستشار الأمن القومي الخطط على المدى الطويل والقصير، وخطط الطوارئ الأمنية القومية. لدى الهند أحد هذه الأنظمة في الوقت الراهن، وقد أُنشئ في 19 نوفمبر 1998.
رغم اختلاف الدول في نهجها، حيث بدأ بعضها يعطي الأولوية للعمل غير العسكري من أجل التصدي للعوامل المنظومية المؤدية إلى انعدام الأمن، فإن مختلف أشكال القوة القسرية هي التي تسود، ولا سيما القوة العسكرية. لا يزال حجم هذه القوة يتطور. كانت القدرات العسكرية، على نحو تقليدي، برية أو بحرية، ولا تزال كذلك في البلدان الأصغر حجمًا. تشمل الآن مجالات الحرب المحتملة، في بلدان أخرى، الجو، والفضاء، والفضاء الإلكتروني، والحرب النفسية. يمكن استخدام القدرات العسكرية المصممة لهذه المجالات لأغراض الأمن الوطني، أو بالمثل لأغراض هجومية، كاحتلال وضم الأراضي والموارد.